# Giappone ai Giochi della XXIV Olimpiade
Il Giappone partecipò ai Giochi della XXIV Olimpiade, svoltisi a Seul, Corea del Sud, dal 17 settembre al 2 ottobre 1988, con una delegazione di 255 atleti impegnati in ventitré discipline.